# Aetomylaeus milvus
Aetomylaeus milvus är en rockeart som först beskrevs av Müller och Henle 1841.  Aetomylaeus milvus ingår i släktet Aetomylaeus och familjen örnrockor. Inga underarter finns listade i Catalogue of Life.